# Akanjärvi (sjö i Finland, Lappland, lat 67,75, long 23,72)
Akanjärvi är en sjö i Finland. Den ligger i kommunen Muonio i landskapet Lappland, i den norra delen av landet, 800 km norr om huvudstaden Helsingfors. Akanjärvi ligger 255,4 meter över havet. Arean är 27,8 hektar och strandlinjen är 2,89 kilometer lång. Sjön  ingår i Torne älvs huvudavrinningsområde. 